# David Rockefeller
Pour les autres membres de la famille, voir Famille Rockefeller.
David Rockefeller, né le 12 juin 1915 à New York (État de New York) et mort le 20 mars 2017 à Pocantico Hills (en) (État de New York), est un homme d'affaires et milliardaire américain.
Ancien président de la Chase Manhattan Bank, il dirige l'empire de la famille Rockefeller, fondé à la fin du XIXe siècle par son grand-père John D. Rockefeller. Il est cofondateur du groupe Bilderberg et de la Commission trilatérale.
Au jour de sa mort, il était le dernier petit-fils de John D. Rockefeller encore en vie, mais pas le dernier de sa lignée.

### Enfance

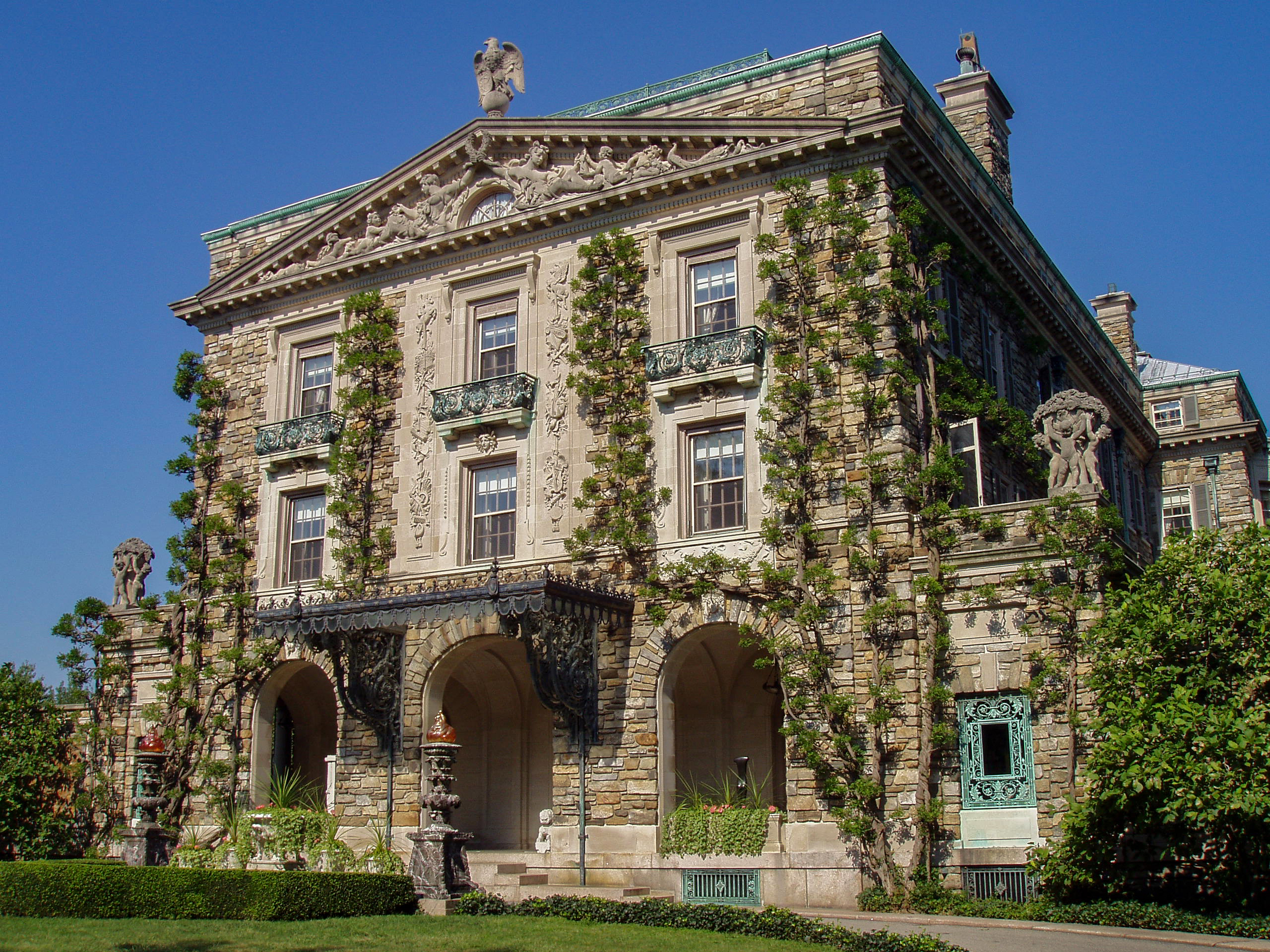
Le château Kykuit dans l'État de New York, construit pour John D. Rockefeller Sr., siège de la famille des Rockefeller.

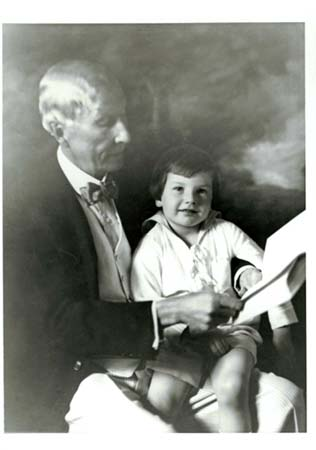
David Rockefeller sur les genoux de son grand-père John Rockefeller.

## Biographie

### Carrière
Diplômé en économie de l'université Harvard (Boston) où il est condisciple de John Kennedy, et de l'université de Chicago (doctorat en 1940), David Rockefeller est cadre dirigeant à la Chase Manhattan Bank de 1946 à 1981. Il est président et directeur exécutif de 1969 à 1980, et continue comme président jusqu'à sa retraite en 1981.
Président du Comité du conseil international des banques, il a été également impliqué dans d'autres domaines, culturels et éducatifs.
En 1954, avec le prince Bernhard des Pays-Bas, il fonda le groupe de Bilderberg.
En 1963, il crée, à la demande du président John F. Kennedy, le Business Group for Latin America, devenu Conseil des Amériques, visant à promouvoir le libre-échange via un forum d'échange entre grandes entreprises présentes en Amérique latine (IT&T, Anaconda Copper, etc.) afin de contrecarrer l'influence de la révolution cubaine dans la région.
Par trois fois David Rockefeller refuse de devenir secrétaire au Trésor des présidents Richard Nixon et Jimmy Carter, et de remplacer Robert Kennedy comme sénateur de l'État de New York[réf. nécessaire].
David Rockefeller a été président non-exécutif du Rockefeller Center Properties Trust and RCP Holdings. Il est également président du Council on Foreign Relations, président de l'université Rockefeller et président émérite du Museum of Modern Art de New York.
Sa famille et lui sont encore actionnaires de la multinationale ExxonMobil. Ils se sont aussi diversifiés dans l'immobilier. Il figura parmi les 100 plus grandes fortunes de la planète, dans la liste établie par le magazine TheRichest, avec une fortune de 3,3 milliards $.
En 1973, il est le fondateur et président honoraire de la Commission trilatérale.
En 2008, David fait un don de 100 millions de dollars à l'université Harvard.
Il est récipiendaire de la Legion of Merit.
Doyen de la famille Rockefeller, il meurt dans son sommeil d'une insuffisance cardiaque congestive le 20 mars 2017 dans sa maison de Pocantico Hills (en).

### Vie privée
En 1940, David Rockefeller épouse Peggy McGrath (28 septembre 1915 – 26 mars 1996) avec qui il a six enfants, dont David Rockefeller (dit également David Rockefeller Jr.) qui est né le 24 juillet 1941.
Né en 1949, son deuxième fils Richard Rockefeller meurt à l'âge de 65 ans, le 13 juin 2014, dans un accident d'avion à New York.
En 1957, David Rockefeller achète une propriété sur l'île de Saint-Barthélemy pour 25 000 $ et y construit une villégiature, ce qui fait connaître cette île dans le monde et contribue à transformer celle-ci en une sorte de Saint-Tropez antillais. Cette villa est désormais la propriété de l’américain et homme d'affaires Adam Sinn qui l’a achetée en avril 2023 pour 136 millions de dollars américains.
En mai 2018, a lieu la vente aux enchères de la collection d'art de Peggy et David Rockefeller, estimées à 650 millions de dollars, et que la presse américaine qualifie de « plus grande vente d'art de tous les temps ». L'ensemble du produit de la vente est destiné à des institutions publiques en lien avec l'art. Les 1 600 objets dispersés par Christie's New York ont totalisé plus d'un milliard de dollars. Parmi les pièces prestigieuses, on compte les toiles suivantes : Fillette à la corbeille fleurie (1905) de Picasso (115 M$), Odalisque couchée aux magnolias (1927) de Henri Matisse (80,75 M$), Nymphéas en fleurs (1914-1917) de Claude Monet (84,68 M$), Lilas et roses (1882) d'Édouard Manet (12,96 M$),.

## Ouvrage
- Mémoires, Éd. de Fallois, 2006, 607 p.  (ISBN 2877065871)